# ویکتور سرژ
ویکتور سرژ (به فرانسوی: Victor Serge)‏(۱۹۴۷–۱۸۹۰) از انقلابیون بلشویک، نویسنده، شاعر و مورخ روسی بود.
ویکتور سرژ، ابتدا آنارشیست بود، اما بعدها به حزب کمونیست روسیه پیوست.
او به عنوان نمایندهٔ کمینترن در آلمان، شورش ناموفقی را در ۱۹۲۳ سازمان داد.
او در همین سال به «اپوزیسیون چپ» پیوست و در سال ۱۹۲۸ از حزب اخراج شد و مدت کوتاهی را در زندان گذراند.
سرژ در ۱۹۳۳ تبعید شد.
ویکتور سرژ کتاب «نیمه شب قرن» خود را به «آندرو نین» و دیگر رهبران حزب اتحاد مارکسیستی کارگران اسپانیا که جان خود را از دست دادند تقدیم کرده‌است.